# Triomphe de Téhéran

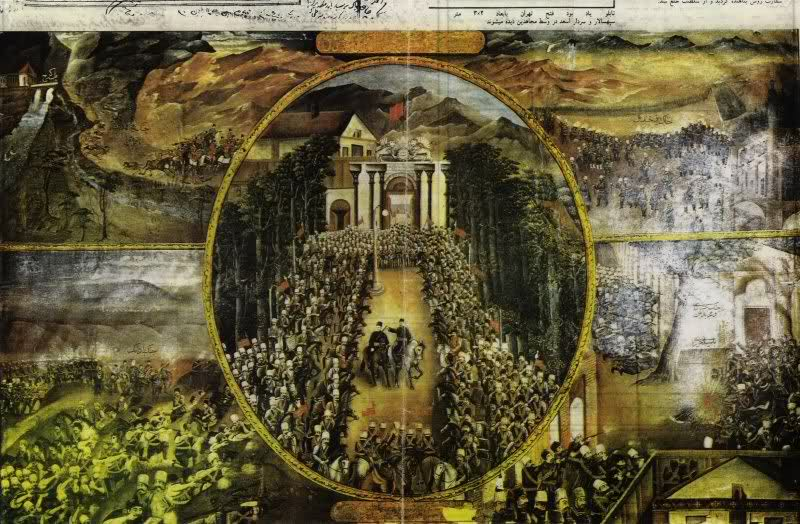
Peinture du triomphe de Téhéran, dans Palais Sa'dabad.

Le triomphe de Téhéran se réfère à l'entrée des pro-constitutionnalistes à Téhéran le 13 juillet 1909, ce qui a amené Mohammad Ali Shah à se réfugier à la légation russe à Téhéran avant qu'il ne soit envoyé en exil.

## Contexte
[pas clair]En 1908, les révolutionnaires se sont rassemblés en Azerbaïdjan, Isfahan (dirigé par Sardar Assad et son frère aîné Samsam os-Saltaneh) et Guilan, visant à déposer Mohammad Ali Shah Qajar. Ils ont tué Mohammad Ali Afkham (Aqa Balakhan), le gouverneur de Racht.

## Événements
Après une bataille de cinq jours, les révolutionnaires ont pris le contrôle de la capitale. En même temps, leurs dirigeants se sont rassemblés dans le palais baharéen et ont décidé de remplacer Mohammad Ali Shah Qajar par Ahmad Chah Qadjar.
Tous ces changements se sont déroulés sous le nom de Parlement supérieur impliquant 30 personnes.